# Limenitis gelania
Limenitis gelania är en fjärilsart som beskrevs av Jean Baptiste Godart 1823. Limenitis gelania ingår i släktet Limenitis och familjen praktfjärilar. Inga underarter finns listade i Catalogue of Life.